# Florentino Medina de la Rosa

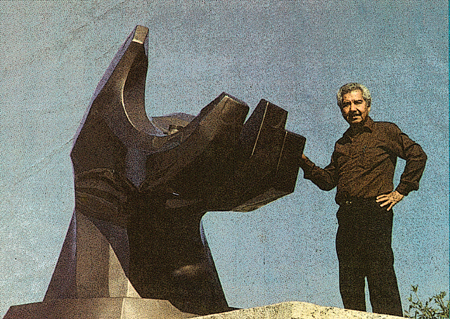
Arq. Florentino Medina De La Rosa.

Florentino Medina de la Rosa  fue un singular Artista, Pintor, Escultor, Ingeniero y Arquitecto Mexicano. (Gómez Palacio, Durango, México, 27 de febrero de 1923 - †Nuevo Laredo, Tamaulipas, México, 30 de abril de 1999).

## Orígenes
Nace en la ciudad de Gómez Palacio, Durango, México, el 27 de febrero de 1923.
Siendo el segundo de los nueve hijos del matrimonio formado por el Sr. Florentino Medina Delgado y la Sra. María Zenona de la Rosa.

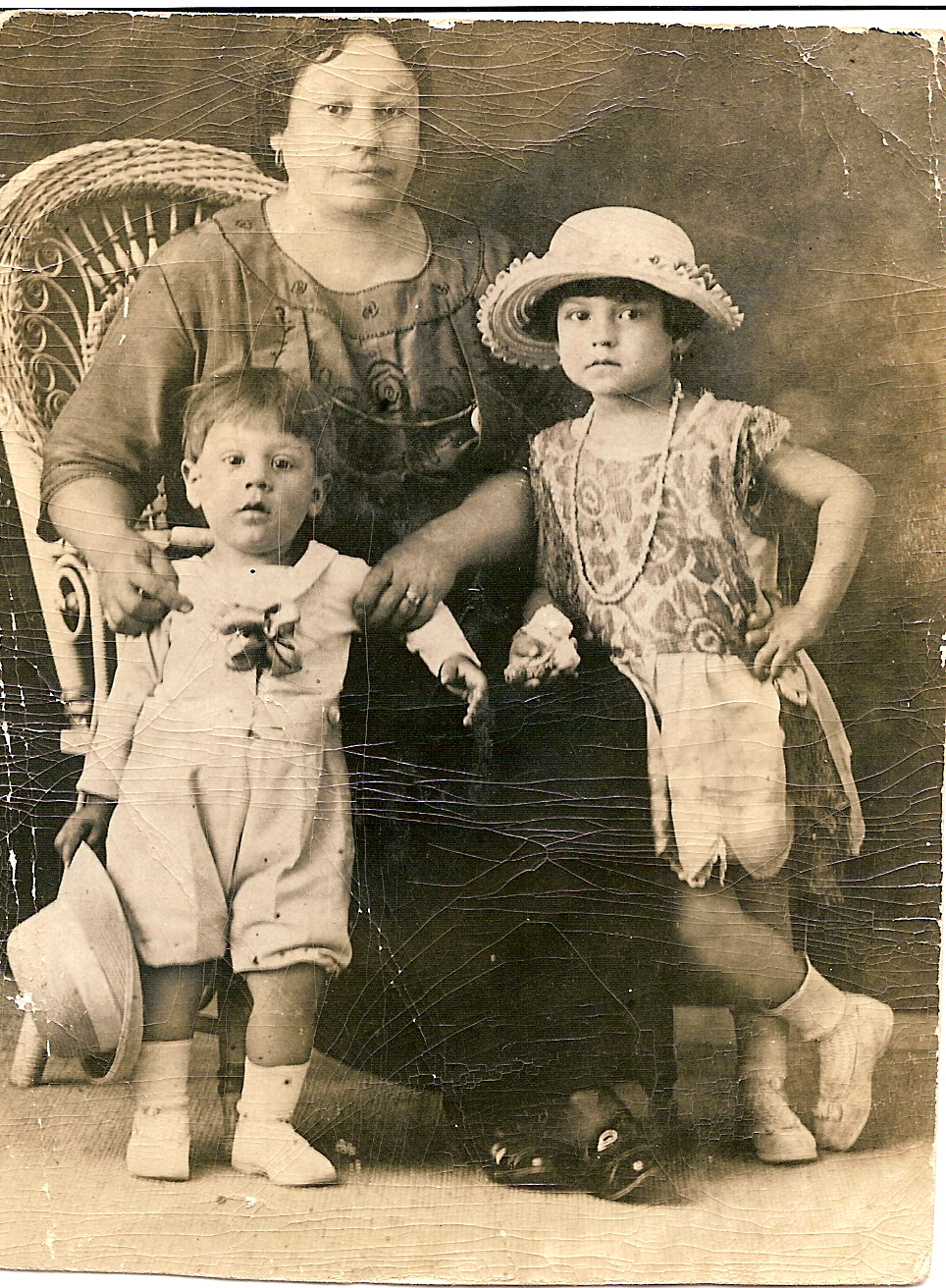
Florentino con su Madre y Hermana.

Cursa sus estudios básicos en su tierra Natal, para posteriormente trasladarse a la Ciudad de Chihuahua, Chih., donde realiza sus estudios intermedios y toma sus primeras clases de pintura en la Academia Rubén Lara Campos, de la misma ciudad.
Inicia también su educación musical al cursar el primer año en el Conservatorio de Música del Estado de Chihuahua.
Es en la Ciudad de México donde realiza sus estudios profesionales de Artes Plásticas en la reconocida Academia de San Carlos. Paralelamente, se enlista en la Escuela Superior de Ingeniería y Arquitectura ESIA del Instituto Politécnico Nacional, donde cursa sus estudios en la carrera de Ingeniero-Arquitecto a mediados de la década de los 40.
De 1950 a 1954, se desempeña como jefe de Estudios y Proyectos de Vías Particulares en Ferrocarriles Nacionales de México, ejerciendo su faceta como Ingeniero, al participar junto a su hermano, el Ingeniero civil Luis Medina, en el proyecto y construcción numerosas rutas de transporte ferroviario al Norte del país.

## Nuevo Laredo
Justamente en los primeros años de la década de los 50, es enviado a la ciudad de Nuevo Laredo, Tamaulipas con la finalidad de colaborar en el diseño y construcción de los antiguos talleres y patios de maniobras de F.F.C.C. y además de auxiliar en la edificación de lo que sería entonces la Nueva Estación de Pasajeros frente a la Plaza 1.º de Mayo, en el Sector Aduana de la misma ciudad.

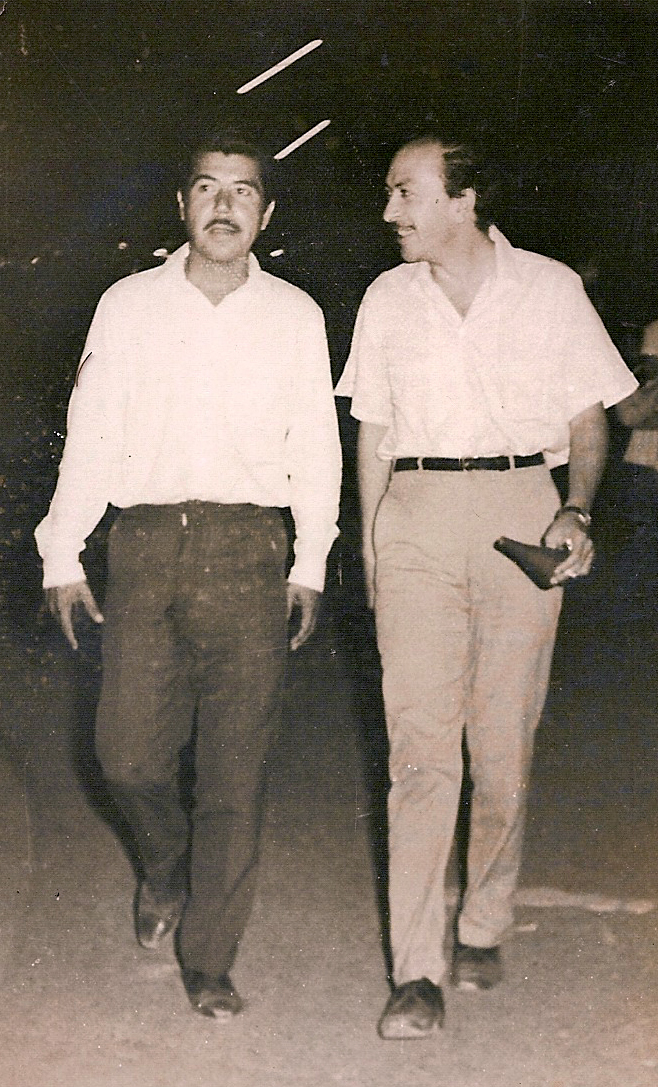
Florentino (izquierda) 1958.

Florentino Medina es requerido para desempeñar el cargo de Subdirector de Obras Públicas Municipales de 1954 a 1957, por lo que toma la determinación de cambiar su residencia permanentemente a Nuevo Laredo, integrándose entonces al cuerpo profesional de la Junta Federal de Mejoras Materiales (JFMM) donde permanece hasta la disolución de esta en el año de 1979.
En 1955, pinta al óleo el retrato de cuerpo entero del Rev. Padre Don Enrique Tomás Lozano, personaje icónico en la historia de Nuevo Laredo, siendo esta la primera obra pictórica realizada al asentarse en dicha ciudad.
Durante esa etapa con la JFMM, participa en la realización de numerosos proyectos de equipamiento de la ciudad, como las instalaciones de la Unidad Deportiva Benito Juárez, el Parque de Béisbol “La Junta”, el Antiguo Tecnológico Regional, el Parque Viveros e innumerables escuelas y plazas, así como importantes obras de infraestructura de la ciudad, dirigidas todas por Don Agustín Arriaga Rivera, en aquel entonces Director de la JFMM en Nuevo Laredo.

## El Artista
Al desintegrarse la Junta Federal en 1979, Florentino se dedica tanto a la realización de proyectos particulares de Arquitectura y Construcción como a la elaboración de Pinturas de caballete y Escultura.
A finales de esa misma década, expone su obra en importantes galerías de la Ciudad de México, como la Galería Romano o la Galería Juárez, junto a destacados artistas plásticos de nivel internacional como Vlady. De la misma manera realiza un retrato conmemorativo de la visita de los Reyes de España: Juan Carlos I y Sofía de Grecia a nuestro país en 1977, que les fue obsequiado a los monarcas a través del Gobierno México.
Por esa misma época, colabora eventualmente como caricaturista de la portada de la prestigiosa revista política semanal:Siempre! e ilustra la portada de algunos libros como “Extrema Angustia” del Dr. Ramón Osorio y Carvajal.
La década de los ochenta fue sin duda la etapa más productiva de Florentino como pintor y escultor. Realiza entonces una colección de pinturas en diferentes técnicas y formatos, basadas en la Obra literaria: “Quetzalcóatl”, que el expresidente de México, Lic. José López Portillo escribió a finales de 1965, quien le solicita por encargo al artista para la ilustración de una reedición del mismo libro.
Realiza también un Retrato en gran formato del entonces Presidente de los Estados Unidos Ronald Reagan, quien le agradeció personalmente el obsequio.
En Nuevo Laredo, -a principios de los 80-, construye la “Fuente de Los Delfines”, así como el complejo de restaurantes “La Noria” y “El Zaguán”, en el centro Histórico de Nuevo Laredo, donde realiza los esculto-murales: “Vaco y la Vid”, y “Rio de la Amistad”, así como el proyecto y construcción del Bar “El Parnaso” que desafortunadamente nunca llegó a su conclusión.
Durante la década de los 90 realizó la remodelación del conocido restaurante “El Rancho”, donde sobreviven los murales: “Fiestas de mexico”, y “Tauromaquia”, construye el conjunto escultórico y fuente de La “Alameda a la Mujer”, la remodelación del Monumento a “Los Fundadores de Nuevo Laredo”, La remodelación de las oficinas y la “Fuente de Tláloc” en la Comisión Municipal de Agua Potable y Alcantarillado, COMAPA.

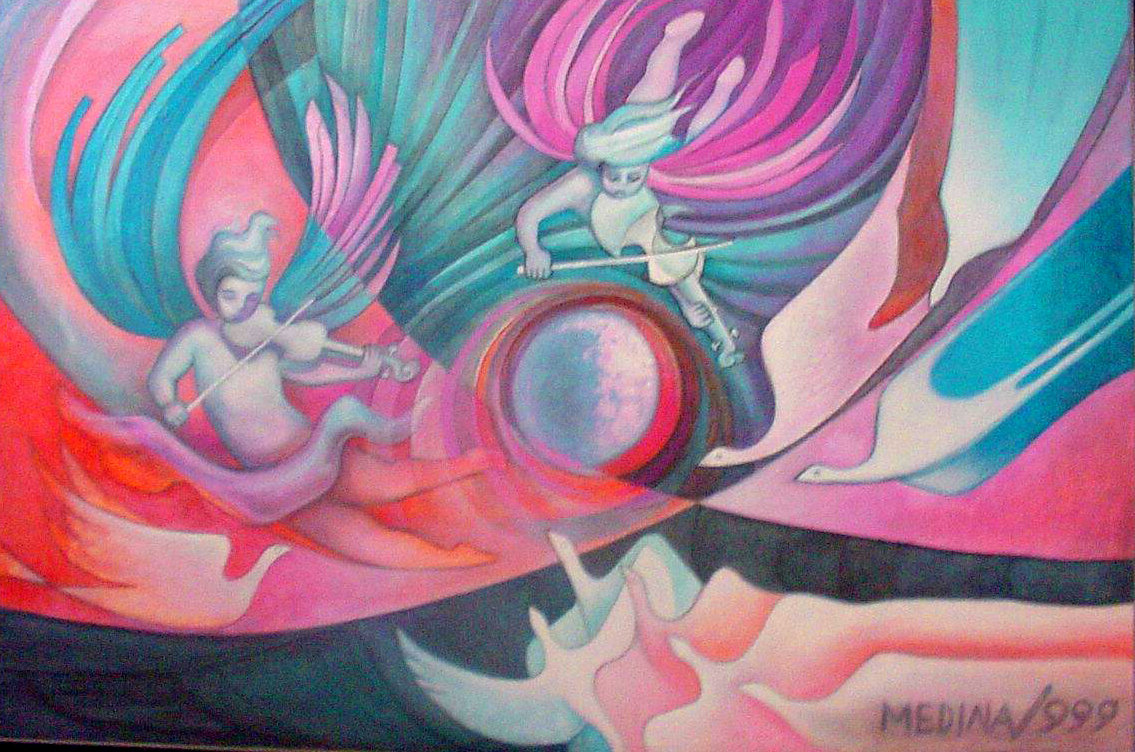
Rapsodia de Amor en Rosa y Azul. Acrílico sobre manta, 1999.

En 1999 inicia lo que sería su último proyecto pictórico: la colección inconclusa: “ Ángeles y Palomas” del cual solamente alcanzó a realizar dos obras.
Florentino Medina De la Rosa fallece en Nuevo Laredo Tamaulipas, el 30 de abril de 1999, víctima de un cáncer de páncreas detectado tardíamente.
Sus restos se encuentran sepultados en el panteón Municipal Antiguo de esa misma ciudad.

## El Legado
- Versátil en el ejercicio de su propio arte, defensor de la arquitectura vernácula tradicionalista de México.
- Estudioso conocedor de las culturas prehispánicas que fueron una inspiración constante en su trabajo.
- Virtuoso en el manejo del color y el uso de la técnica de Veladuras al Acrílico, influenciado por trabajo del maestro Rufino Tamayo de quien siempre se declaró un admirador.
- Pionero en el uso de materiales de desecho para la confección de obras de arte, principalmente en sus Murales tridimensionales o las Pinto-Esculturas como el mismo los llamaba.
- Precursor de una ingeniosa técnica de fundición que el mismo desarrollo a partir de la ancestral técnica de la Cera Perdida, empleando para ello materiales modernos como el Poliestireno y el Aluminio, remplazando la Cera y el Bronce respectivamente.
- Poseedor de una vida compleja y controvertida, fue un bohemio empedernido y un conquistador incorregible. Su vida personal siempre giró sobre dos ejes que constante e invariablemente convergían : El Arte y La Mujer.